# Yakovlev Yak-36
Lo Yakovlev Yak-36 (in caratteri cirillici Яковлева Як-36, nome in codice NATO Freehand) fu un cacciabombardiere V/STOL progettato dall'OKB 115 Jakovlev diretto da Aleksandr Sergeevič Jakovlev e sviluppato in Unione Sovietica nei primi anni sessanta e rimasto allo stadio di prototipo.
Fu il primo cacciabombardiere a decollo verticale sovietico.

## Storia del progetto
Le origini del caccia VTOL sovietico rimangono oscure, si sa che nella metà degli anni cinquanta i sovietici svilupparono il loro primo getto a decollo verticale noto come "Turbolet", controparte del comparabile Rolls-Royce Thrust Measuring Rig "Flying Bedstead" britannico.
Come il British Flying Bedstead, il Turbolet era un prototipo con quattro carrelli con un turbogetto montato verticalmente nel baricentro, nel caso sovietico un Tumanskij RD-9BL, una versione modificata del motore di serie sul MiG-19, con 24,53 kN (2.500 kg) di spinta, e quattro piccoli getti sulle ali e sulla fusoliera per mantenere l'equilibrio.

Diversamente dalla macchina britannica, il Turbolet aveva un abitacolo pressurizzato che assomigliava alla cabina di una gru. Oltre al fatto che il Turbolet compì il suo primo volo nel 1956 con Yuri Garnayev ai comandi, non ci sono molti dati a disposizione per questo veicolo o il suo sviluppo nelle prove di volo.
D'altra parte, questo lavoro aveva una certa relazione con l'interesse sovietico nei "motori portanti", che erano piccoli motori a getto che venivano montati verticalmente nella fusoliera per fornire una spinta sollevatrice. Lo OKB Kolesyov, un design bureau motoristico, sviluppò un motore portante, lo RD-36 con 23,05 kN di spinta, che venne montato su varie macchine, quali MiG-21, MiG-23 e Su-15, in varie combinazioni. Questi esemplari erano studiati per il decollo corto (STOL).
Queste macchine STOL non erano intese probabilmente come base di sviluppo per una produzione di serie, ma solo come dimostratori per la ricerca nel campo della propulsione verticale. Il primo vero prototipo di un progetto concreto fu, nel 1967, lo Yak-36, Freehand per la NATO.
Durante gli anni sessanta, la Hawker Siddeley, una compagnia britannica poi divenuta parte della British Aerospace, sviluppò un dimostratore VTOL chiamato Hawker Siddeley Kestrel, che portò ad un successore, il famoso caccia VTOL Harrier. La Bristol, rilevata dalla Rolls Royce durante la decade, sviluppò un motore VTOL chiamato Pegasus appositamente per il Kestrel. I sovietici seguirono lo sviluppo del Kestrel e del Pegasus con grande interesse e nel 1961 questo interesse si concretizzò nella richiesta, fatta allo OKB di Yakovlev, di iniziare a progettare un dimostratore VTOL, lo Yak-36 appunto. L'OKB di Tumanskij, invece, si occupò della motorizzazione sfornando lo R-27-300, già in sviluppo per quello che sarebbe diventato il MiG-23. Il motore per lo Yak-36 era nella versione senza postcombustore, lo R-27V-300 (probabilmente la V sta per вертикальный, verticale) da montare in coppia.
Lo Yak-36 aveva una configurazione in qualche modo similare a quella del Kestrel, con i due motori alloggiati vicino al baricentro dell'aeroplano. Un certo numero di getti verticali per controllare l'assetto, un carrello biciclo retrattile, il carrello anteriore con una sola ruota e quello posteriore con due, tra i motori, e due altri piccoli carrelli alle estremità alari. Ma mentre il Kestrel aveva due grosse prese d'aria ai lati della cabina che alimentavano un singolo motore, il bimotore di Yakovlev aveva le prese d'aria sul naso e non era certo possibile confondere i due aeroplani: se il Kestrel aveva un aspetto inusuale, lo Yak-36 era bizzarro da tutti i punti di vista.
Le ali erano montate in mezzo alla fusoliera, corte e a freccia, con un diedro accentuato per permettere alle gambe dei carrelli di raggiungere il suolo. La configurazione dei piani di coda era a T, con gli stabilizzatori a freccia. Dopo i primi collaudi vennero aggiunte due pinne ventrali sotto la deriva per aumentare la stabilità in volo. I due motori erano montati ai lati della fusoliera, ognuno forniva una spinta di 51,96 kN (5.300 kg) attraverso un ugello, che poteva ruotare idraulicamente, e piccoli ugelli, puffer in inglese, per l'equilibrio alimentati da un sistema di spillamento dal compressore. L'ugello principale poteva essere ruotato verso il basso per il volo verticale, oppure all'indietro per quello orizzontale.
I primi voli furono poco efficaci a causa del fatto che con quella configurazione il motore tendeva a ingerire nuovamente i gas di scarico, così un certo numero di paratie vennero montate sotto la fusoliera per tenere lontano lo scarico dalle prese d'aria. I motori montati uno di fianco all'altro implicavano un pericolo: se un motore si spegneva, l'aeroplano si sarebbe immediatamente capovolto. Questo problema portò ad un sistema automatico di espulsione del pilota se l'aereo si fosse allontanato da una condotta sicura. Questo sistema però non fu installato sullo Yak-36, ma sui suoi successori.
Erano presenti quattro puffer, getti stabilizzatori. Uno davanti ed uno dietro al baricentro, per il controllo di beccheggio, ed uno per ogni semiala, per il controllo sul rollio. Il getto anteriore fuoriusciva da una lunga sonda a forma di tubo sul naso dell'aereo, che confuse gli osservatori occidentali (che pensarono si trattasse persino di un ariete). Non è chiaro come lo Yak-36 potesse controllare l'imbardata e, dato che il Kestrel poteva controllare sia beccheggio che imbardata, si presume che anche lo Yak-36 potesse fare altrettanto.
Furono costruiti quattro Yak-36, ma solo due furono usati per i collaudi in volo. Il primo volo venne effettuato nel 1963, al guinzaglio, usando un decollo convenzionale il 27 luglio 1964, mentre il primo volo VTOL fu eseguito il 24 marzo 1966. Yuri Garnayev eseguì i primi collaudi, ma finì presto in ospedale per un incidente in elicottero e la maggior parte dei voli, incluso il primo volo VTOL, furono pilotati da Valentin Mukhin.
Lo Yak-36 fu mostrato in pubblico con orgoglio nel 1967, quando la NATO gli assegnò il nome in codice Freehand. Nelle dimostrazioni pubbliche trasportava una razziera sotto ogni semiala. Infatti, se lo Yak-36 fu mai progettato per un uso operativo, in realtà le sue capacità erano assai marginali. Il Kestrel, si disse all'epoca, poteva portare un pilota con il carico di un pacchetto di sigarette ed abbastanza combustibile per un giretto in città, ma lo Yak-36 faceva poco meglio. I militari sovietici non considerarono mai lo Yak-36 di interesse operativo.